# Det stjålne alfabet
Det stjålne alfabet er en dansk dokumentarfilm fra 2001, der er instrueret af Katrine Nyholm.

## Handling
Bogstavmaleren bliver han kaldt. I seksten år har Poul Pedersen været i gang med projektet Det stjålne alfabet, en systematisk serie "tyverier" af bogstaver fra andre kunstneres værker. Et Q fra Asger Jorn. Et M fra Sven Dalsgaard. Et X fra Victor Brauner. I det 20. århundrede sneg ord og tegn sig ind i billedkunsten. Med kunsthåndværkerens omhyggelighed kopierer den i Paris bosatte Poul Pedersen udvalgte bogstaver over på sine egne lærreder for på den måde at give dem tilbage til poesien. Bag Poul Pedersens sælsomme projekt ligger et avantgardistisk kunstsyn, der lidt efter lidt kommer til syne i instruktørens nysgerrighed efter at forstå motiverne bag bogstavtyverierne. Filmen kommer derved ad omveje til at handle om de overvejelser og strategier, der kan ligge til grund for den såkaldte konceptkunst.